# امبودیسیکیدی
امبودیسیکیدی (به لاتین: Ambodisikidy) یک سکونتگاه مسکونی در ماداگاسکار است که در سوفیا (ماداگاسکار) واقع شده‌است.

## خصوصیات
امبودیسیکیدی ۱۰٬۰۰۰ نفر جمعیت دارد و ۸۴۴ متر بالاتر از سطح دریا واقع شده‌است.